# Tampopo
Pour le groupe de musique, voir Tanpopo.
Pour plus de détails, voir Fiche technique et Distribution.
Tampopo (タンポポ, Tanpopo) est un film japonais de Jūzō Itami, sorti en 1985, avec Tsutomu Yamazaki, Nobuko Miyamoto et Ken Watanabe. 
L'accroche du film, « le premier western-ramen », est un jeu de mots sur le terme de western spaghetti.

## Synopsis
La trame est l'histoire de Tampopo, restauratrice japonaise qui tente de trouver la recette de la soupe de nouilles (ラーメン, rāmen) ultime, avec l'aide d'une équipe menée par un homme mystérieux et solitaire. D'autres histoires traversent le film, notamment les aventures érotico-alimentaires d'un homme en complet blanc, l'obsession compulsive d'une vieille dame, le dernier repas d'une mère de famille, un dîner d'affaires…
L'histoire de l'héroïne principale et celles des différents personnages apparaissant dans le film sont toutes liées à la cuisine avec une recherche de raffinement proche d'une quête du Graal.

## Fiche technique
- Titre international : Tampopo
- Titre original : タンポポ (Tanpopo?)
- Réalisation : Jūzō Itami
- Scénario : Jūzō Itami
- Musique : Kunihiko Murai
- Directeur de la photographie : Masaki Tamura
- Montage : Akira Suzuki
- Sociétés de production : Itami Productions, New Century Productions
- Pays :  Japon
- Langue originale : japonais
- Format : couleur
- Genre : comédie
- Durée : 115 minutes[1]
- Dates de sortie :
  - Japon : 23 novembre 1985[1]
  - France : 25 novembre 1987[2]

## Distribution
- Tsutomu Yamazaki (VQ : Michel Dumont) : Goro
- Nobuko Miyamoto (VQ : Élizabeth Lesieur) : Tampopo
- Ken Watanabe (VQ : Pierre Auger) : Gun
- Kōji Yakusho (VQ : Jean-Luc Montminy) : l'homme en costume blanc
- Rikiya Yasuoka (VQ : Jean Galtier) : Pisuken
- Kinzō Sakura (VQ : Dominique Briand) : Shōhei
- Yoshi Katō (VQ : Julien Bessette) : le maître de la fabrication de nouilles
- Hideji Ōtaki (VQ : Marcel Cabay) : le vieil homme riche
- Nobuo Nakamura (VQ : Jean-Paul Dugas) : le vieil arnaqueur

Source : version québécoise (VQ) sur Doublage.qc.ca